# Aristide Briand
Ne doit pas être confondu avec Aristide Bruant.
Pour les articles homonymes, voir Briand.
Aristide Briand, né le 28 mars 1862 à Nantes (Loire-Inférieure) et mort le 7 mars 1932 à Paris (Seine), est un avocat et un homme politique français.
Député de la Loire et de Loire-Inférieure, initiateur et rapporteur de la loi de séparation des Églises et de l'État de 1905 codifiant la laïcité en France, il est onze fois président du Conseil et vingt-six fois ministre sous la Troisième République.
Il joue un rôle essentiel dans les relations internationales après la Première Guerre mondiale. En 1926, il reçoit le prix Nobel de la paix, conjointement avec Gustav Stresemann, pour son action comme ministre des Affaires étrangères en faveur de la réconciliation entre la France et l'Allemagne (accords de Locarno, 1925). En 1928, poursuivant son rêve de paix par la sécurité collective, dont l'axe serait la Société des Nations, il signe avec l'Américain Frank Billings Kellogg le pacte Briand-Kellogg visant à mettre la guerre hors-la-loi. Cependant, son œuvre diplomatique s'écroule dès le début des années 1930, qui sont marquées par la crise économique de 1929, la montée du nazisme et du nationalisme japonais préfigurant la Seconde Guerre mondiale.

## Biographie

### Débuts

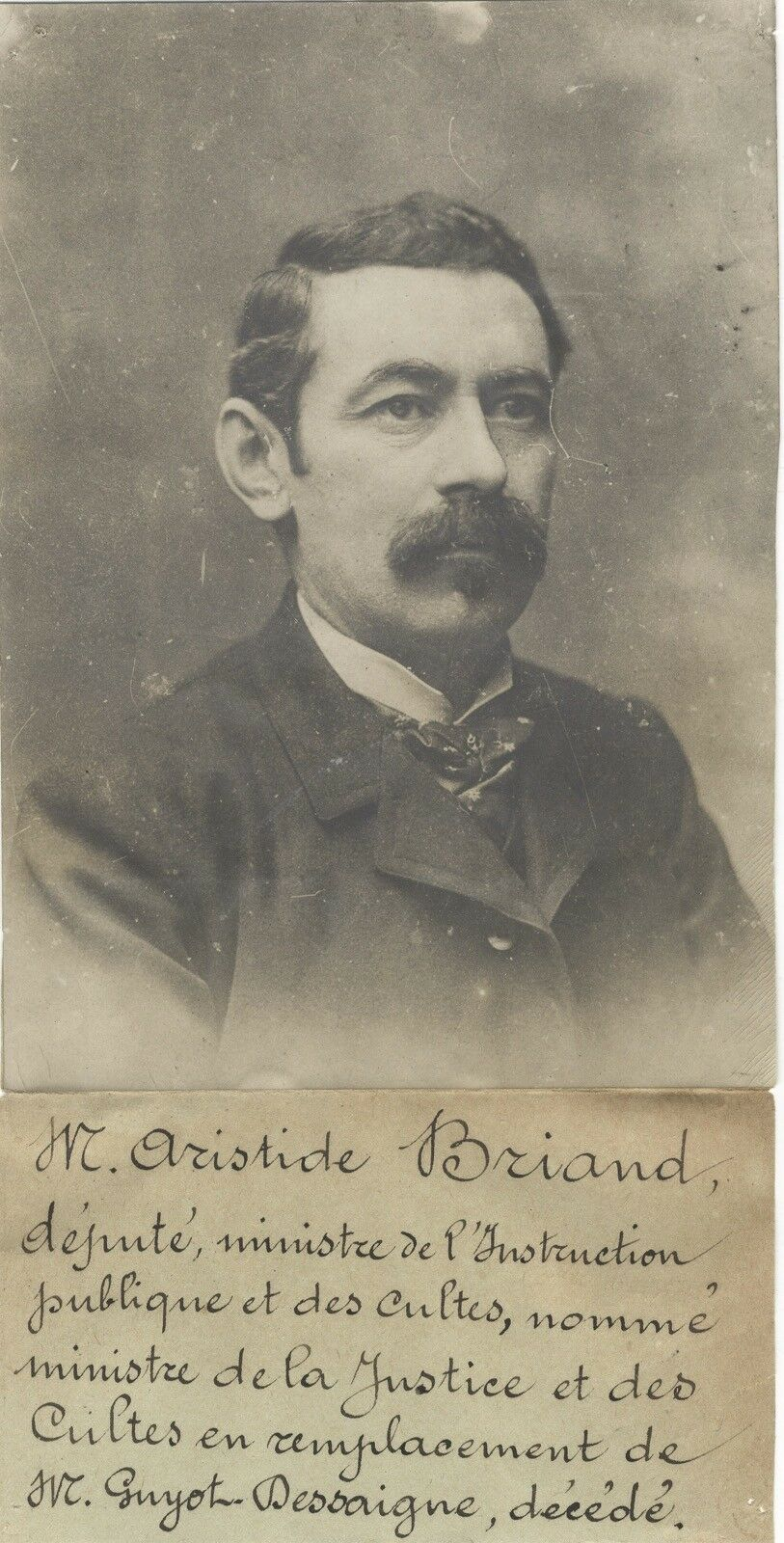
Aristide Briand vers 1906.

Aristide Pierre Henri Briand est issu d'une famille modeste. Il naît à Nantes au 12 de la rue du Marchix, donc dans un quartier très populaire et miséreux, au domicile et lieu de travail de ses parents, Pierre-Guillaume Briand et Madeleine Bouchaud, aubergistes. Avant son mariage, Madeleine avait été lingère au château de Blain, chez le baron Clément de Lareinty.
Deux ans après la naissance d'Aristide, ils s'installent à Saint-Nazaire où ils gèrent plusieurs établissements, notamment « Le Grand Café ». Ils reviennent à Nantes en 1894.
Après avoir été élève du collège de Saint-Nazaire, Aristide Briand entre comme élève boursier au lycée de Nantes (actuellement lycée Georges-Clemenceau). Il fait une très bonne année scolaire, avec les premiers prix de version latine et de version grecque et les deuxièmes prix d'histoire et d'anglais, et le premier prix de version grecque au concours général. Aussi, il passe directement en rhétorique en 1878-1879 (il y obtient seulement 3 accessits). Durant ces années, il semble qu'il ait fait la connaissance de Jules Verne.
Après le baccalauréat, il entreprend des études de droit et devient clerc de notaire en revenant à Saint-Nazaire. En 1886, il s’inscrit comme avocat stagiaire au barreau de cette ville portuaire, il rencontre Fernand Pelloutier, figure de l’anarcho-syndicalisme et secrétaire de la Fédération des Bourses du travail. Il décide alors de s’engager en politique et se lie d'amitié avec Eugène Couronné, ancien ouvrier typographe, fondateur et directeur du journal La Démocratie de l'Ouest qui lui a demandé son premier véritable article, daté du 17 août 1884. Devenu directeur politique de l'Ouest Républicain, il s'engage aux côtés des radicaux-socialistes. Il est élu conseiller municipal de Saint-Nazaire le 6 mai 1888 et démissionne le 22 février 1889. Il fait ensuite élire des « candidats-ouvriers » au sein du premier municipe socialiste de la ville.
D'août 1900 à novembre 1909, il est inscrit au Barreau de Pontoise. Son cabinet est installé près du lac d'Enghien, où il aime pêcher à la ligne avec ses amis, le dimanche. Il se fait connaître comme journaliste, notamment dans le journal anticlérical La Lanterne, et également en assurant la défense dans des procès emblématiques pour le monde ouvrier, comme celui des employés de l'horlogerie Crettiez de Cluses. Célibataire, il multiplie les conquêtes ; il a eu un temps pour compagne la princesse Marie Bonaparte, future disciple de Freud. Par amour pour lui, celle-ci acheta le château des Lareinty à Blain.
Selon Christian Morinière, président de l'association Aristide-Briand, dont l'objet est d'œuvrer à la mémoire du Nantais et de gérer son fonds d'archives personnel, Aristide Briand « s'est toujours réclamé de la Bretagne ». Il était ancré à Nantes, à Saint-Nazaire et dans le Trégor, sur l'île Milliau, au large de Trébeurden, où il séjournait souvent. Morinière indique : « Il ne ratait pas une occasion de revenir. C'était sa patrie. On disait : Briand le Breton. Quand d'autres se disaient Alsaciens ou Provençaux, lui, il se définissait comme Breton ». Et c'est en tant que tel que le quotidien L'Ouest-Éclair parle de lui,.
Néanmoins, par opportunisme, il se fait élire en 1902, comme député de Saint-Étienne dans le Massif central.

### Années 1902-1905
D’abord proche du syndicalisme révolutionnaire et grand défenseur de l'idée de la grève générale, il devient député socialiste de Saint-Étienne en 1902, à la suite de Benoît Oriol. Il est alors très proche de Jean Jaurès. En 1904, il quitte son poste de secrétaire général du Parti socialiste français. Il joue un rôle important dans le processus de sécularisation et de laïcisation en tant que rapporteur de la loi de séparation des Églises et de l'État. Son pragmatisme et son talent de négociateur ont finalement permis une application mesurée et un accord de fait entre la République laïque et une partie du clergé français, malgré l'opposition virulente du Vatican.

### Évolution vers le centre (1906-1914)

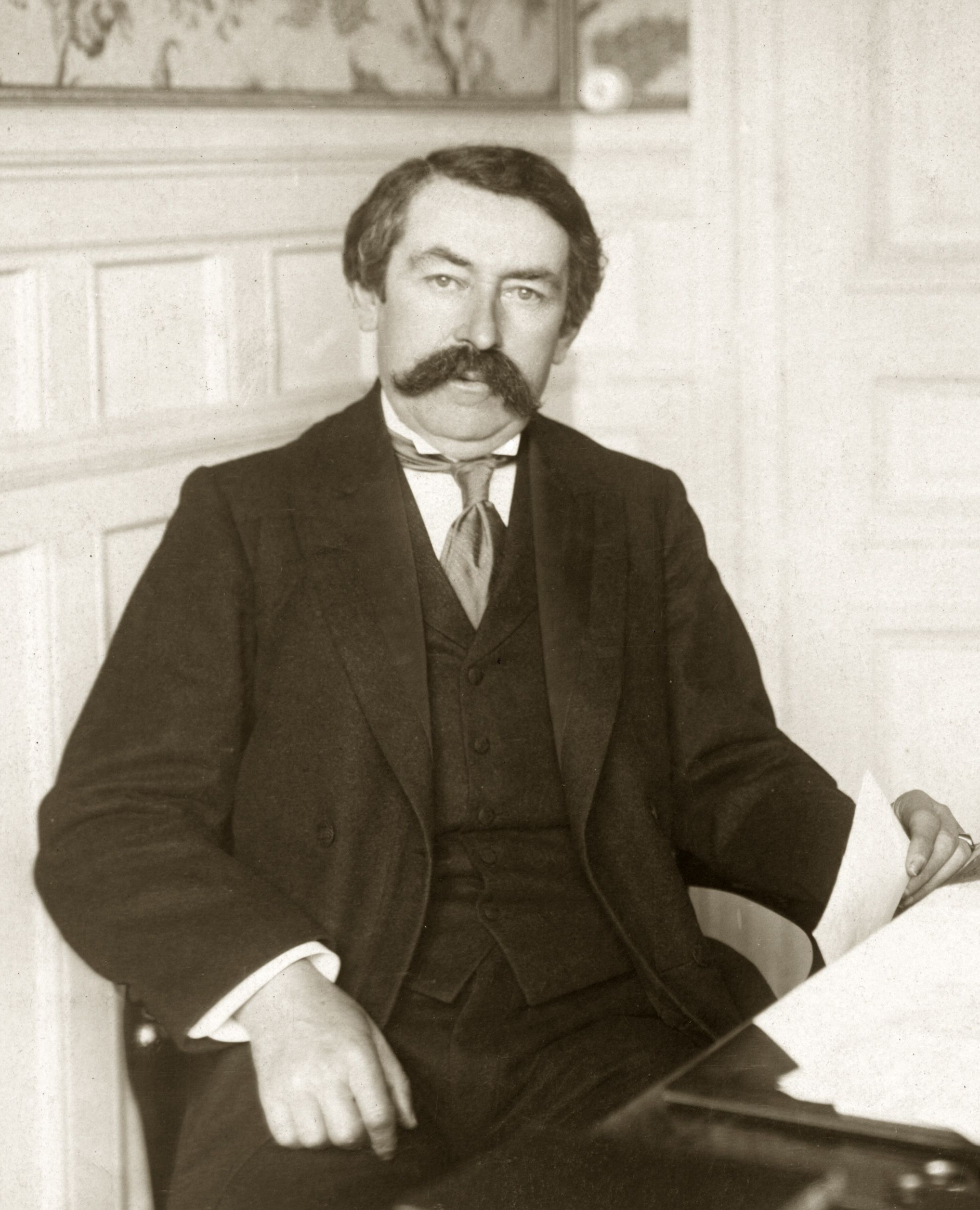
Aristide Briand.

En mars 1906, il se voit confier le ministère de l'Instruction publique dans le gouvernement du radical Sarrien contre l'avis de Jean Jaurès qui redoute que Briand suive la même évolution que Millerand au contact du pouvoir. Plus encore que celle de Millerand dans le gouvernement Waldeck-Rousseau en 1899, la nomination de Briand est très mal perçue dans les rangs de la SFIO, où l'on parle de trahison. Il fréquente à cette époque le salon de Madame Arman de Caillavet, égérie d'Anatole France. C'est Briand qui exige la venue du radical Clemenceau dans le cabinet, préférant l'avoir avec lui que contre lui. Clemenceau, autre habitué de Mme Arman de Caillavet, est nommé ministre de l'Intérieur, et devient très impopulaire chez les socialistes en tant que « briseur de grèves ». H.-P. Gassier signe alors une affiche désignant Briand comme « Le Jaune ».
De 1906 à 1913, Briand est constamment au gouvernement : de l'Instruction publique, il passe à la Justice en janvier 1908, dans le gouvernement Clemenceau (il tente alors d'obtenir l'abolition de la peine de mort), puis devient président du Conseil avec le portefeuille de l'Intérieur en juillet 1909 ; il conserve cette fonction jusqu'en mars 1913, à l'exception de l'année 1912, où il est de nouveau ministre de la Justice de Raymond Poincaré.
Durant cette période, il se montre hostile au droit de grève des fonctionnaires ; en octobre 1910, alors qu'il est chef du gouvernement, il dénonce une grève dans les chemins de fer de l'Ouest, récemment nationalisés, parlant d’« entreprise criminelle de violence, de désordre et de sabotage ». Il réquisitionne les agents de la compagnie qui continuent quelques jours la grève en portant un brassard indiquant qu'ils sont mobilisés contre leur gré[réf. nécessaire]. Il se déclare prêt à « recourir à l'illégalité » contre les « grèves insurrectionnelles ». Cette action antisyndicale suscite des critiques, dont celle de Jean Jaurès qui l'apostrophe : « Pas ça ou pas vous » ajoutant que Briand, par son « jeu de duplicité, souille et décompose successivement tous les partis ». De son côté, Maurice Barrès le qualifie de « monstre de souplesse ». Mais la grève, par ailleurs impopulaire auprès d'une frange de la population, est ainsi arrêtée au bout d'une semaine.
Le 20 novembre 1910, alors qu'il inaugure un monument en l'honneur de Jules Ferry, il est giflé par un artisan royaliste, Camelot du Roi, membre actif de l'Action Française, Lucien Lecour, qui a voulu exprimer son désaccord sur la politique anti-patriotique et anti-catholique du ministre.
Briand va également présenter durant l'année 1913 un projet de loi afin de rallonger le service militaire à trois ans. À la suite de l'augmentation drastique du budget militaire allemand, Briand organise une réunion en présence du ministre de la guerre Eugène Étienne et des principaux chefs de l'armée française, dont le général Joffre, afin de préparer la France à faire face à son ennemi germanique de plus en plus menaçant. Ceux-ci présentent l'idée des trois ans comme un des seuls moyens alors pour préparer efficacement la défense de la France. Réticent du fait de l'impopularité de cette mesure, Briand finit tout de même par accepter. Comme prévu, la Chambre des Députés réagit très mal à ce projet de loi que ce soit à droite où l'on va entendre des « à bas la commune » ou à gauche où l'on entendra des injures dont des « à bas l'empire ». Après le rejet du projet, le 4e gouvernement Briand démissionne.
En 1914, Briand confirme son rapprochement avec le centre en créant, aux côtés de plusieurs chefs de file du Parti républicain démocratique, une éphémère Fédération des gauches, dont il prend la présidence. Il ne rejoint pourtant pas son groupe parlementaire après les élections législatives de 1914.

### Première Guerre mondiale

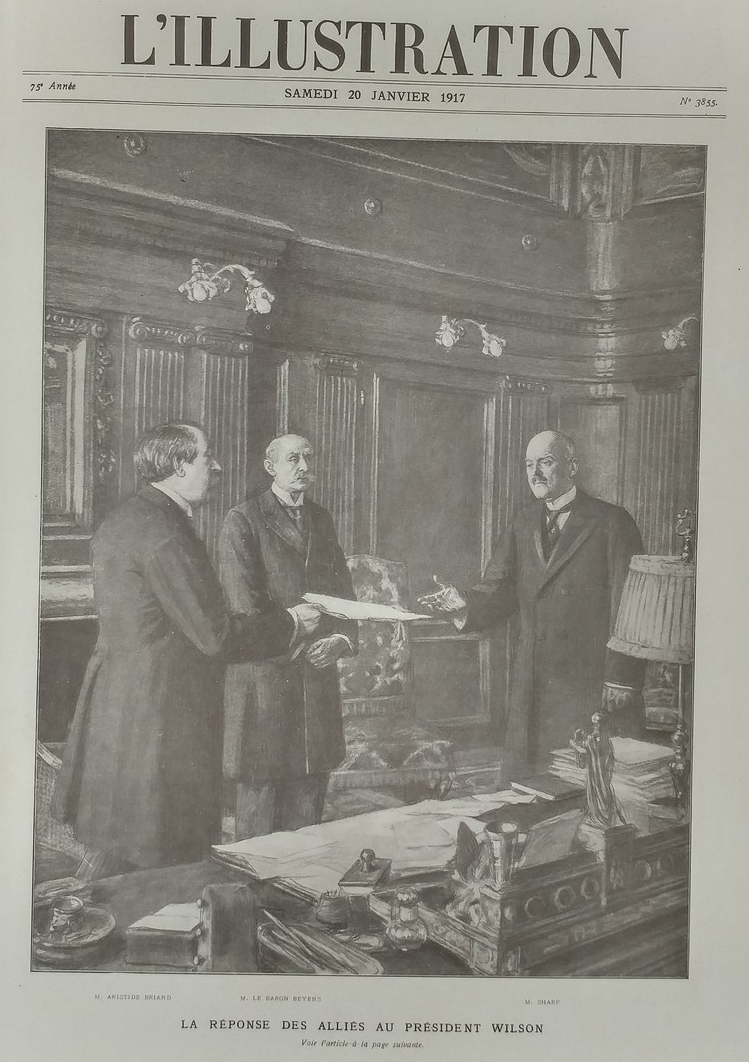
En présence d'Eugène Beyens, ministre belge des Affaires étrangères, le président du Conseil Aristide Briand remet à l'ambassadeur William Graves Sharp la réponse des Alliés à la note du président Woodrow Wilson. Une de L'Illustration, 20 janvier 1917.

Briand revient au gouvernement fin juillet 1914, d'abord comme ministre de la Justice de René Viviani, puis d'octobre 1915 à mars 1917, comme président du Conseil, détenant le portefeuille des Affaires étrangères. Il joue donc un rôle actif dans la première phase de la guerre. Briand va d'ailleurs en 1914 être un des organisateurs de la bataille de la Marne, en effet alors que Joffre et Millerand considèrent Paris comme peu important lors de la grande retraite qui fait suite à la Bataille des Frontières, Briand s'insurge et prône ardemment l'organisation d'une défense de la capitale, car selon lui, la perte de Paris serait effroyable pour le moral des Français et pourrait également servir de moyen de pression des Allemands pour imposer leurs conditions à la France en menaçant par exemple de détruire des bâtiments emblématiques de la ville tels que la tour Eiffel.
Durant la bataille de Verdun, il est un efficace président du Conseil, montrant ses capacités à faire face dans les moments les plus difficiles. Le 25 décembre 1916, au début de son sixième gouvernement, il va intriguer pour éviter d'être renversé par la Chambre : il va manipuler Joffre pour démettre Foch au poste de commandant de la CAN, va remplacer  Joffre comme commandant en chef par Nivelle, favorable à la reprise de la stratégie offensive et qui va préparer une grande opération pour le printemps 1917. Il va aussi nommer le général Lyautey au poste de ministre de la Guerre. Ses intrigues lui permettent d emporter la confiance de la chambre de 340 à 160 voix dans la nuit du 3 au 4 décembre 1916.
En février 1917, Briand est confronté aux débuts de la révolution en Russie. Le départ de Lyautey en mars entraîne la chute du ministère, avant que Nivelle ait lancé l'offensive du Chemin des Dames, qui va d'ailleurs être un échec.
Désireux de redorer son blason terni, il a été accusé de trahison par Clemenceau pour avoir mis en place des pourparlers de paix avec le représentant allemand, le baron von der Lanken, sans consulter la Chambre. Son action va provoquer une grave crise à Paris et va mettre mal les accords interalliés avec les Anglais. Combattu depuis des mois avec acharnement par Clemenceau, meneur des jusqu'au-boutistes, il cesse d'être ministre en mars 1917. 
Dès novembre 1917, sa situation face au gouvernement Clemenceau est loin d'être excellente, alors que le chef du gouvernement s'attaque aux « défaitistes », que Malvy — ministre de l'Intérieur depuis mars 1914 — et Caillaux sont déférés à la justice et que plusieurs espions ou supposés tels sont condamnés à mort (Bolo Pacha, Mata Hari). Il est clair que Clemenceau et Briand sont devenus des adversaires durant la Première Guerre mondiale. Clemenceau a dit de lui qu'il était un « imbécile ».
À l'élection présidentielle de janvier 1920, il fait en sorte de bloquer l'élection de Clemenceau, proposant celle de Paul Deschanel. Il convainc ainsi la droite catholique du danger d'élire le vieil anticlérical, tandis que la SFIO n'apprécie guère le « premier flic de France ». Briand va jusqu'à rencontrer Bonaventura Cerretti, représentant officieux du Vatican à Paris, pour qu'il soutienne Deschanel.

### Entre-deux-guerres

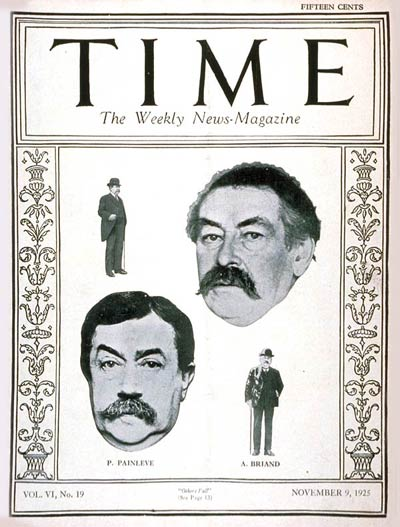
Aristide Briand et Paul Painlevé à la une du magazine Time le 9 novembre 1925.

Personnage phare des années 1920 et du début des années 1930, comme son rival Raymond Poincaré, il est président du Conseil à cinq reprises (1921, novembre 1925-juillet 1926, juillet-octobre 1929), occupant le poste de ministre des Affaires étrangères en 1921 et d'avril 1925 à janvier 1932. Durant cette période il se rapproche des socialistes avec qui il était en froid depuis la seconde moitié des années 1910. Pendant ses années au ministère des Affaires étrangères, il est épaulé et appuyé par le secrétaire général du Quai d'Orsay, Philippe Berthelot. Leur proximité entraîne la mise en cause d'Aristide Briand dans l'affaire de la Banque industrielle de Chine.
C'est à son rôle international qu'Aristide Briand doit sa renommée. Personnage phare du pacifisme français de l'entre-deux-guerres, il est un partisan de la politique de paix et de collaboration internationale, président du Conseil de la Société des Nations, médiateur lors de l'incident de Pétritch, coauteur du pacte Briand-Kellogg en 1928 qui mettait « la guerre hors-la-loi ». Il parvient à convaincre ses contemporains qui saluent son éloquence, notamment sa « voix de violoncelle »,,. Sa volonté de rapprochement avec l'Allemagne afin de créer une réelle entente, le mène, appuyé par le Président du Conseil Paul Painlevé, à effectuer le retrait des troupes françaises de la Ruhr pendant l'été 1925. Les accords de Locarno comptent parmi ses plus grands succès diplomatiques. Signés le 16 octobre 1925, ils reconnaissaient notamment les frontières occidentales de l’Allemagne (mais pas ses frontières orientales). Aristide Briand joue également un rôle dans l’entrée de l’Allemagne à la Société des Nations en septembre 1926, à l’occasion de laquelle il prononce un discours : « Messieurs, la paix pour l’Allemagne et pour la France, cela veut dire : […] c’en est fini des longs voiles de deuil sur des souffrances qui ne s’apaiseront jamais ; plus de guerres, plus de solutions brutales et sanglantes à nos différends ! ». Le prix Nobel de la paix lui est décerné en 1926, ainsi qu'à son homologue allemand Gustav Stresemann, en reconnaissance de ses efforts pour l'établissement d'une paix durable résultant de négociations librement consenties. Il faut toutefois souligner que, pour la France comme pour l’Allemagne, ce rapprochement sert avant tout des intérêts nationaux.

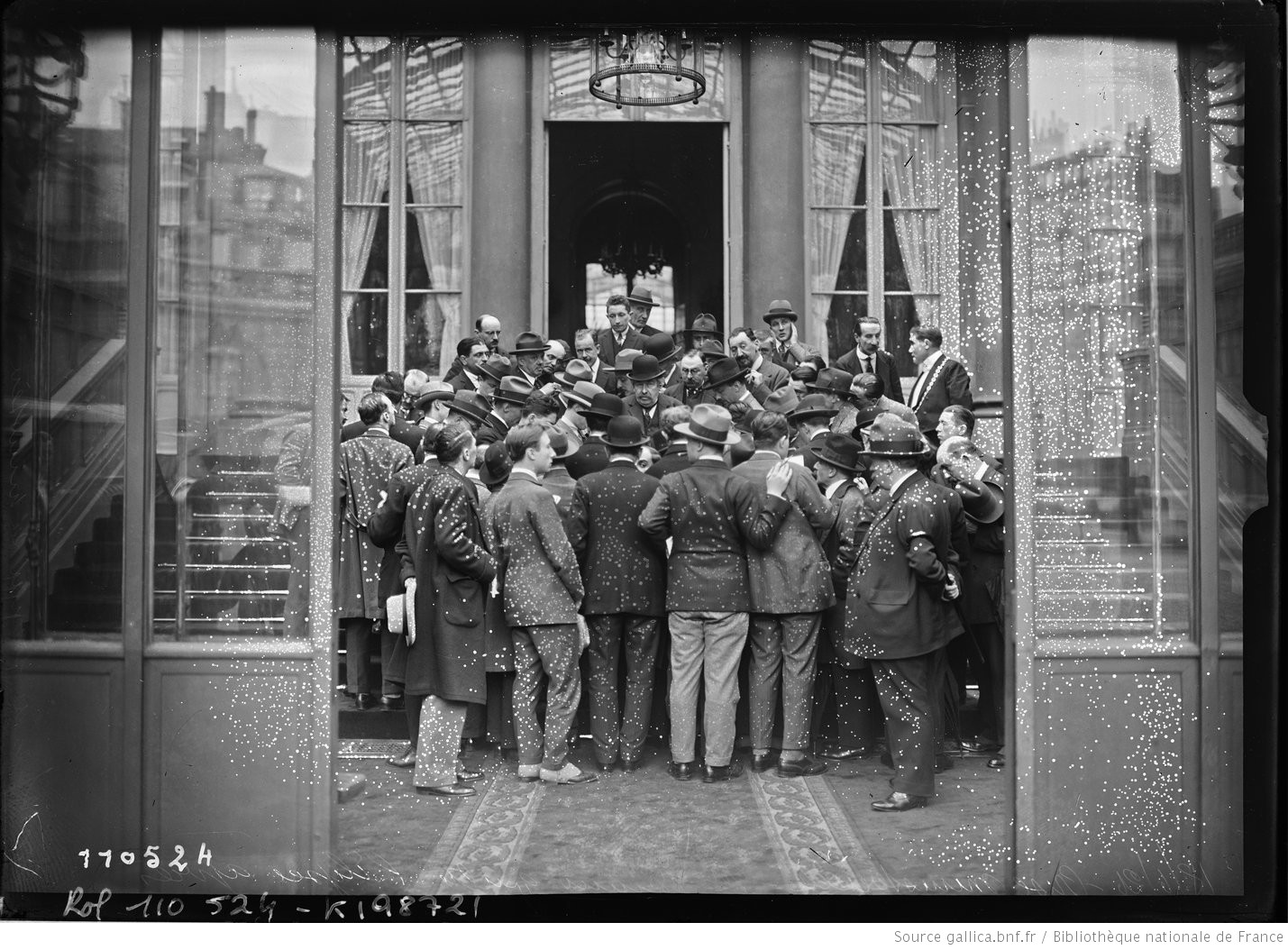
Aristide Briand quitte l'Élysée après son échec pour constituer un nouveau gouvernement, le 18 juin 1926.

Le 18 juin 1926, quelques jours après la chute de son neuvième gouvernement à la suite de la démission de Raoul Péret, le président de la République, Gaston Doumergue, le charge de former un nouveau gouvernement. Il songe alors à former un gouvernement d'union nationale, en s'appuyant sur les modérés de la SFIO et faire entrer dans le gouvernement des personnalités politiques importantes. Cependant, le refus d’Édouard Herriot et de la SFIO de participer et soutenir cet éventuel gouvernement entraîne l’échec d’Aristide Briand.

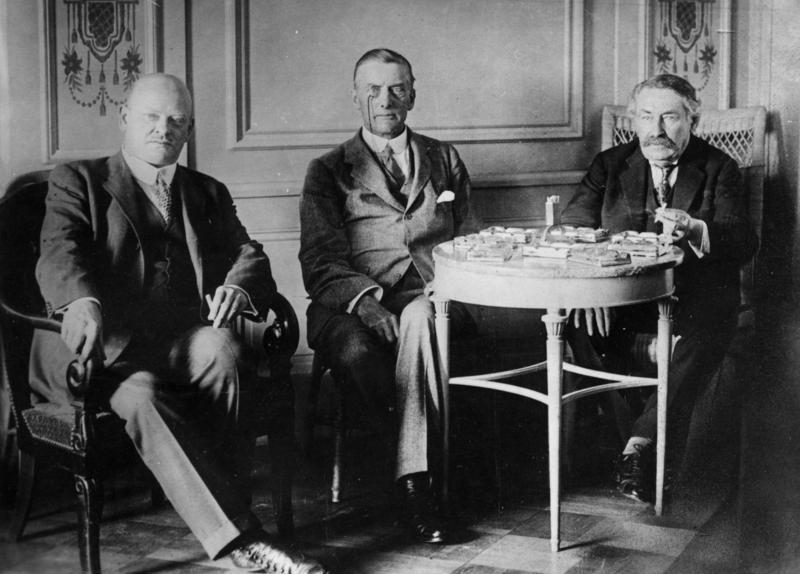
Gustav Stresemann (à gauche), Austen Chamberlain (au milieu) et Briand (à droite), en 1925.

Le 5 septembre 1929, président du Conseil, il annonce devant l'assemblée générale de la Société des Nations, au nom du gouvernement français et en accord avec Stresemann, un projet d'union européenne. L'Assemblée lui donne mandat pour présenter un Mémorandum sur l'organisation d'un régime d'union fédérale européenne (rédigé par Alexis Leger), qui ne fut pas retenu.
En 1931, il est convié à l'inauguration du monument en l'honneur de Clemenceau érigé dans la cour du lycée de Nantes, mais il se fait représenter par son chef de cabinet, Georges Suard, lui aussi ancien élève, officiellement en raison d'une charge de travail trop importante. Il échoue à l'élection présidentielle française de 1931 face à Paul Doumer.

### Soutien au sionisme
Dès 1915, Aristide Briand exprime son soutien au sionisme. Le 22 octobre 1926, il reçoit Chaim Weizmann, Président de l'Organisation sioniste mondiale. Il fut aussi nommé président d'honneur de l'Association pro-sioniste France-Palestine.
En 1926, il écrit dans un message envoyé a l'association France-Palestine :

« Il est certainement désirable que les Juifs sachent qu'ils pourront trouver en Palestine un refuge contre les mauvais traitements qui trop souvent les accablent, un foyer national pour abriter leurs souvenirs et leurs espérances : nous l'avons dit à San-Remo. […]
Le foyer national est un remède, encore imparfait sans doute et pourtant nécessaire, à un mal qui se serait guéri de lui-même si aucun État n'avait fait de différence entre ses ressortissants juifs et les autres, si tous les Juifs s'étaient montrés prêts à se considérer comme citoyens des États où ils s'étaient établis ; si les enseignements du Sanhédrin réuni à Paris en 1807, avaient été partout compris bref, si tout le monde s'était rallié à la saisissante formule de l'Empereur Napoléon : « Je veux faire trouver aux Juifs Jérusalem dans la France ». Les nations démocratiques ne pourront donc que vous louer d'avoir voulu tenter cette généreuse expérience et se féliciter du succès qui déjà couronne vos efforts. Vous avez raison de souhaiter que les Juifs français, qui ont trouvé Jérusalem dans la France, et avec eux tous les autres Français, sachant aider de leur secours ceux des fils d'Israël qui n'ayant pas eu ce bonheur, ont dû se retourner vers la Jérusalem antique. »

Après son décès, le KKL prend l'initiative de planter en Palestine une forêt en sa mémoire, initiative patronnée par le président de la République Albert Lebrun et l'ancien président du Conseil Édouard Herriot.

### Mort et inhumation

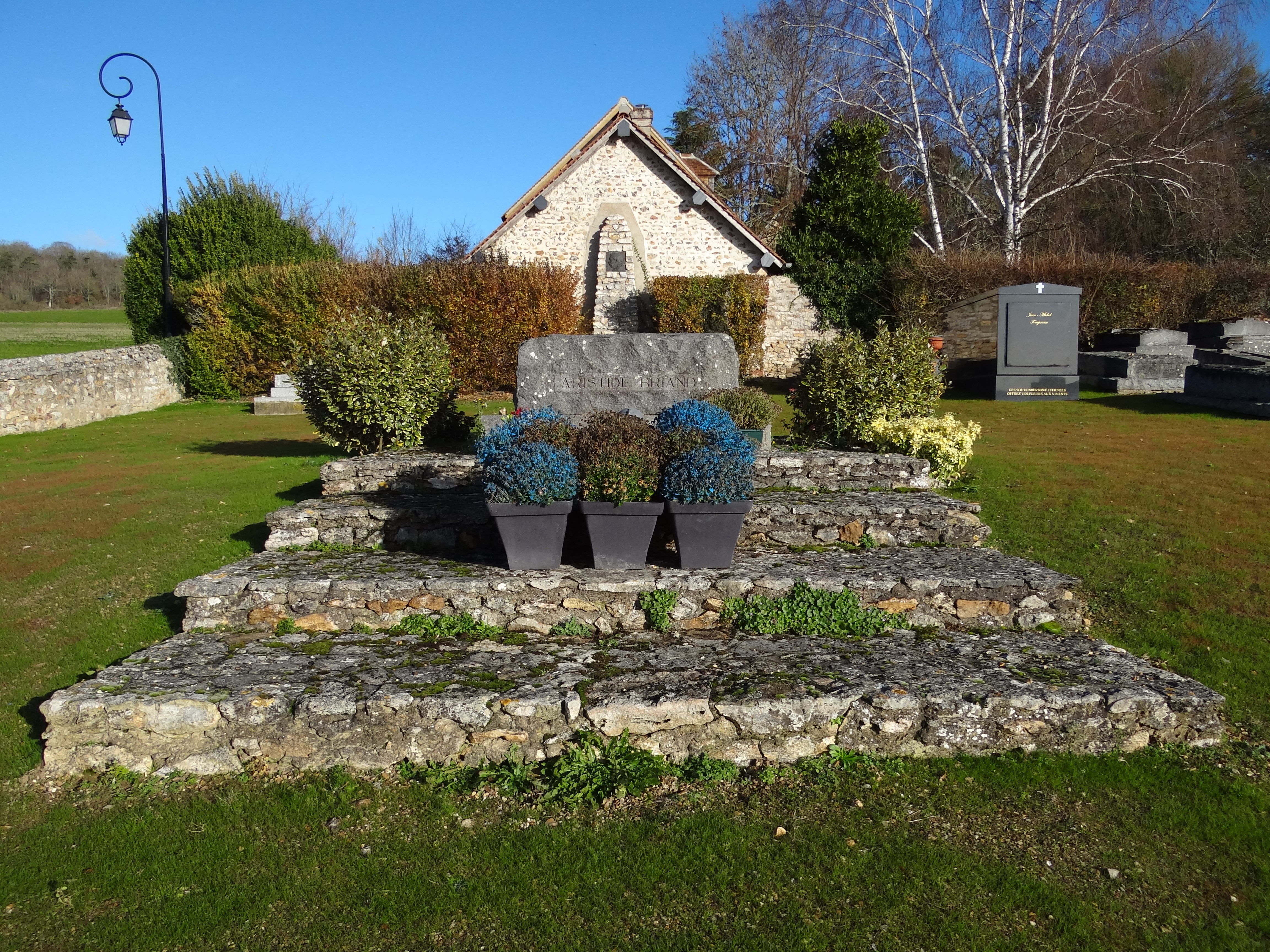
Le tombeau d'Aristide Briand au cimetière de Cocherel à Houlbec-Cocherel (Eure).

Il abandonne ses fonctions gouvernementales seulement deux mois avant sa mort, le 7 mars 1932 au no 52 avenue Kléber. Après un bref passage au cimetière de Passy, ses cendres reposent, depuis le 3 juillet 1932, au petit cimetière de Cocherel sur la commune d'Houlbec-Cocherel (Eure), devant un paysage qu'il aimait tout particulièrement. L'oraison funèbre est prononcée par Édouard Herriot, président du Conseil.

## Critiques et postérité de son action politique
Ayant quitté le socialisme, il est considéré par les socialistes comme un « renégat », un « social-traître. » Pour Clemenceau, c’est un « voyou de passage ».
Pour les monarchistes de l'Action française, le « vieux souteneur Aristide, ornement pelliculaire et chassieux de la Société des Nations » incarne la « démocrassouille en déroute » de la République. Pour Léon Daudet, « c’est une fille publique, avec les ruses, les colères, la veulerie, le souple avachissement, l’ignorance, et aussi la sentimentalité banale, de la fille publique. »
Sa politique de rapprochement et de réconciliation avec l'Allemagne lui est reprochée. Jean Piot l'accuse d'oublier le « péril germanique », qu'il dénonce. Cependant, l'opinion française, majoritairement pacifique, l'approuve[réf. nécessaire] et pense que cette politique de paix a des chances de réussir.[non neutre] Briand semble néanmoins avoir été réaliste sur les perspectives de paix : « La paix, j’y travaille. Mais je n’en suis pas le maître. S’il y a la guerre, il faut être prêt ». En conséquence de cause, il a, lors de ses 5 années au quai d’Orsay, pris ses précautions : « Voilà pourquoi, depuis tantôt six ans, j’ai, mois par mois, économisé sur les fonds spéciaux, un petit trésor d’une vingtaine de millions […] On en aura besoin. »
Le grand reproche fait à la politique d'apaisement de Briand est d’avoir défendu inlassablement une paix « impossible » à construire durablement à son époque, d'avoir tenté de « rendre la guerre hors-la-loi », d'avoir défendu le pacifisme.
D'autres personnalités partagent les positions pacifistes de Briand, même après l'arrivée au pouvoir d'Adolf Hitler (un an après la mort de Briand) et le réarmement de l'Allemagne. L'opinion publique française les suit : Édouard Daladier, signataire des accords de Munich en 1938, reçoit un triomphe à sa descente d'avion bien qu'il pensait initialement que la foule était là pour le lyncher. Même en 1939, Marcel Déat dit qu'il ne veut pas « mourir pour Dantzig ».
Les diplomates français, notamment Alexis Leger, secrétaire général du ministère des Affaires étrangères jusqu'en 1940 et ancien collaborateur de Briand, veulent jusqu'au bout croire possible qu'une politique d'arbitrage et de désarmement mène à une réconciliation, voire à la naissance d'une fédération européenne.
Max Gallo qualifie Briand de « modèle le plus achevé de parlementaire français de la IIIe République », qui illustre « l'incapacité de toute une classe politique à saisir la nouvelle donne qui change le jeu du monde ». Il pense que Briand, comme Philippe Pétain, sont des hommes, nés sous le Second Empire (l'un en 1862 et l'autre en 1856), qui n'ont pas à « passer le témoin à des hommes » plus jeunes, morts dans les tranchées de 14-18, et ils « tenaient encore la barre » dans les années 1930 et 1940. Finalement, ils sont de « trop vieux capitaines pour une mer déchaînée. Elle les a engloutis »[réf. nécessaire].

## Récapitulation de sa carrière politique

### Mandats électifs
- Élu et réélu : député de la Loire en 1902, 1906, 1910 et 1914
- Élu et réélu : député de la Loire-Inférieure en 1919, 1924 et 1928 jusqu'à son décès

### Fonctions gouvernementales
Les fonctions gouvernementales exercées par Aristide Briand sont présentées dans le tableau chronologique suivant.
| Dates            | Dates            | Fonctions gouvernementales exercées par Aristide Briand | Fonctions gouvernementales exercées par Aristide Briand | Gouvernement           |
| Début            | Fin              | Président du conseil                                    | Ministre                                                | Gouvernement           |
| ---------------- | ---------------- | ------------------------------------------------------- | ------------------------------------------------------- | ---------------------- |
| 14 mars 1906     | 20 octobre 1906  |                                                         | Instruction publique, Beaux-Arts et Cultes              | Ferdinand Sarrien      |
| 25 octobre 1906  | 4 janvier 1908   |                                                         | Instruction publique, Beaux-Arts et Cultes              | Georges Clemenceau (1) |
| 4 janvier 1908   | 20 juillet 1909  |                                                         | Justice et Cultes                                       | Georges Clemenceau (1) |
| 24 juillet 1909  | 2 novembre 1910  | Président du Conseil                                    | Intérieur et Cultes                                     | Aristide Briand (1)    |
| 4 novembre 1910  | 27 février 1911  | Président du Conseil                                    | Intérieur et Cultes                                     | Aristide Briand (2)    |
| 23 février 1911  | 2 mars 1911      | Président du Conseil                                    | Ministre de la Guerre                                   | Aristide Briand (2)    |
| 14 janvier 1912  | 21 janvier 1913  |                                                         | Justice                                                 | Raymond Poincaré (1)   |
| 21 janvier 1913  | 18 février 1913  | Président du Conseil                                    | Intérieur et Cultes                                     | Aristide Briand (3)    |
| 18 février 1913  | 22 mars 1913     | Président du Conseil                                    | Intérieur                                               | Aristide Briand (4)    |
| 26 juillet 1914  | 29 octobre 1915  |                                                         | Justice                                                 | René Viviani (2)       |
| 29 octobre 1915  | 12 décembre 1916 | Président du Conseil                                    | Affaires étrangères                                     | Aristide Briand (5)    |
| 12 décembre 1916 | 17 mars 1917     | Président du Conseil                                    | Affaires étrangères                                     | Aristide Briand (6)    |
| 16 janvier 1921  | 12 janvier 1922  | Président du Conseil                                    | Affaires étrangères                                     | Aristide Briand (7)    |
| 17 avril 1925    | 27 octobre 1925  |                                                         | Affaires étrangères                                     | Paul Painlevé (2)      |
| 29 octobre 1925  | 22 novembre 1925 |                                                         | Affaires étrangères                                     | Paul Painlevé (3)      |
| 28 novembre 1925 | 6 mars 1926      | Président du Conseil                                    | Affaires étrangères                                     | Aristide Briand (8)    |
| 9 mars 1926      | 15 juin 1926     | Président du Conseil                                    | Affaires étrangères                                     | Aristide Briand (9)    |
| 23 juin 1926     | 17 juillet 1926  | Président du Conseil                                    | Affaires étrangères                                     | Aristide Briand (10)   |
| 23 juillet 1926  | 6 novembre 1928  |                                                         | Affaires étrangères                                     | Raymond Poincaré (4)   |
| 18 novembre 1928 | 26 juillet 1929  |                                                         | Affaires étrangères                                     | Raymond Poincaré (5)   |
| 29 juillet 1929  | 22 octobre 1929  | Président du Conseil                                    | Affaires étrangères                                     | Aristide Briand (11)   |
| 3 novembre 1929  | 17 février 1930  |                                                         | Affaires étrangères                                     | André Tardieu (1)      |
| 21 février 1930  | 25 février 1930  |                                                         | Affaires étrangères                                     | Camille Chautemps (1)  |
| 2 mars 1930      | 4 décembre 1930  |                                                         | Affaires étrangères                                     | André Tardieu (2)      |
| 13 décembre 1930 | 22 janvier 1931  |                                                         | Affaires étrangères                                     | Théodore Steeg         |
| 27 janvier 1931  | 13 juin 1931     |                                                         | Affaires étrangères                                     | Pierre Laval (1)       |
| 13 juin 1931     | 12 janvier 1932  |                                                         | Affaires étrangères                                     | Pierre Laval (2)       |

Les chiffres habituellement retenus concernant la carrière ministérielle d'Aristide Briand sont : 11 fois président du Conseil et 23 fois ministre.
Sans tenir compte des cabinets éphémères tels que le gouvernement Alexandre Ribot (4) (9-12 juin 1914), le gouvernement Frédéric François-Marsal (8-10 juin 1924) et le gouvernement Édouard Herriot (2) (19-21 juillet 1926), dont nous ignorons la composition, le nombre de postes ministériels (en dehors de la présidence du Conseil) atteint les 26. On peut supposer que les auteurs de décompte ont considéré les cabinets Laval terminant la présidence Doumergue et commençant la présidence Doumer comme un seul gouvernement, mais il reste des différences…

## Hommages
- une plaque signale l'emplacement de sa maison natale à l'emplacement de l'hôtel des Postes, place Bretagne et qui fut détruite pendant la Seconde Guerre mondiale.
- Un collège porte son nom dans la ville de Domont (95)
- en janvier 2023 à l'Assemblée nationale, à l'occasion du 160e anniversaire de sa naissance, une plaque à son nom est apposée sur les bancs de l'Hémicycle, et la présidente de l'Assemblée nationale, Yaël Braun-Pivet, a rendu hommage à son action en faveur de la laïcité[47].

Autres statues et monuments
- À Paris, un Monument à la Paix, réalisé par Paul Landowski en 1937, est dédié à Aristide Briand, quai d'Orsay, devant le ministère des Affaires étrangères. Une avenue (D920) qui débute porte d'Orléans et se termine à la limite de Bourg-la-Reine, marque la limite des départements des Hauts-de-Seine et du Val-de-Marne.
- À Hardencourt-Cocherel, une statue en bronze due à Émile Guillaume a été installée en 1934, non loin d'Houlbec-Cocherel où il est inhumé. Une statue identique se trouve sur le port d’Ouistreham, station où il aimait à passer ses vacances.
- À Pacy-sur-Eure, un monument en son honneur, orné de statues également dues à Émile Guillaume, inauguré le 11 novembre 1933.
- Un buste d'Aristide Briand, également dû à Émile Guillaume, est exposé au Musée de la Société des Nations à Genève[48]. Un autre exemplaire de l'œuvre, offert par l'ancien président Conseil à son ancien collège de Saint-Nazaire, fut fondu par les allemands pendant la Seconde Guerre mondiale[49].

Odonymie
Plus de 1000 lieux publics portent le nom d’Aristide Briand dont une HLM à Toulon et une résidence à Laxou. Plusieurs communes de France ont des rues, boulevards et avenues portant son nom. 
Autres hommages
- Strasbourg, depuis 1994, une station de tram porte son nom.
- La Poste française émet un timbre à son effigie le 11 décembre 1933[51].
- Le nom d'Aristide Briand est choisi comme nom de baptême par la promotion 2006-2008 de l'École nationale d'administration.
- En 2012, à la 40e promotion de l'Institut régional d'administration (IRA).
- La promotion 2013-2017 de l'IEP d'Aix-en-Provence l'a choisi comme nom de promotion.

En mars 2008, une vente aux enchères d'archives et d'objets ayant appartenu à Aristide Briand a eu lieu à Nantes ; l'intervention des Villes de Nantes et Saint-Nazaire et de l'État a permis d'éviter une totale dispersion du fonds.

## Œuvres
- La grève générale et la révolution, Le Havre, édition à bon marché, 1899
- La Séparation, Paris, édition Fasquelle, 2 volumes, 1908-1911. (1908 : Digitalisat (archive.org))
- La séparation des Églises et de l'État : rapport fait au nom de la Commission de la Chambre des Députés. (1905) Digitalisat)

Les papiers personnels d'Aristide Briand sont conservés aux Archives nationales sous la cote 598AP

## Culture populaire
- Aristide Briand est joué par Rolf Kanies dans la série Babylon Berlin.

- Par Laurent Manzoni dans le téléfilm Clemenceau.

- Pierre Arditi dans le téléfilm La Séparation.

- Serge Riaboukine dans le téléfilm Clemenceau, la force d'aimer (2023).